# 山口県立久賀高等学校
山口県立久賀高等学校（やまぐちけんりつくかこうとうがっこう）は、かつて山口県大島郡周防大島町（旧久賀町）に存在した公立の高等学校。

## 設置学科
- 普通科
- 福祉科

## 沿革
- 1919年4月 - 山口県大島郡立実科高等女学校として開校。
- 1922年4月 - 山口県大島郡立大島高等女学校と改称。
- 1923年4月 - 山口県立久賀高等女学校と改称。
- 1948年4月 - 学制改革により山口県立久賀高等学校と改称。（男女共学）
- 1948年5月 - 本校（1950年3月廃止）・蒲野分校（1956年3月廃止）・小松分校（1963年3月廃止）を定時制課程で設置。
- 1992年4月 - 福祉科を設置。
- 1999年8月 - 野球部が第81回全国高等学校野球選手権大会に出場。
- 2007年4月 - 山口県立安下庄高等学校と統合し、山口県立周防大島高等学校開校。
- 2009年3月31日 - 閉校。

## 著名な出身者
- 益田昭雄 - 元プロ野球選手（巨人、西鉄）
- 吉田正昭 - 元プロ野球選手（東映）
- 池永康記 - 作詞家・音楽プロデューサー(柳ジョージ・世良公則・織田裕二他多数)
- 岡本明久 - 映画監督
- 岸雅司 - 元創価大学硬式野球部監督、元社会人野球選手（本田技研）[1]

## 交通
- 西日本旅客鉄道（JR西日本）山陽本線大畠駅から防長交通バス天神前下車